# Guerra submarina a ultrança

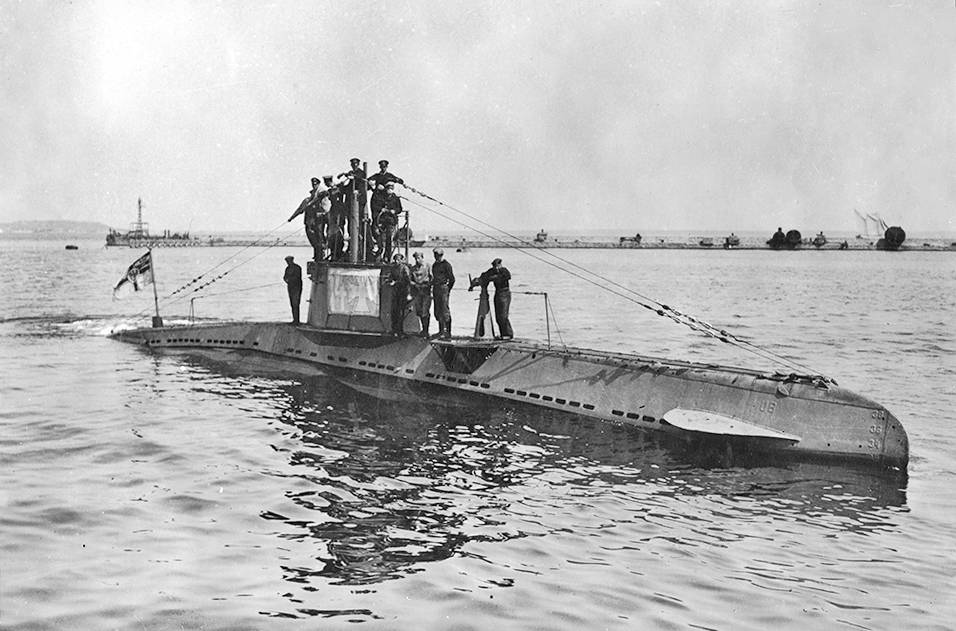
U-boot alemany

La guerra submarina a ultrança és un tipus de guerra naval en què els submarins enfonsen sense previ avís vaixells mercants, en contradicció al dret consuetudinari de la mar dels atacs amb les regles del dret de captura (De Iure Praedae), també conegut en dret com a presa marítima.
Si bé aquest tipus de tàctica augmenta l'eficàcia de combat del submarí i milloraren les seves possibilitats de supervivència, és considerat per alguns una violació de les regles de la guerra, especialment quan es fa servir contra els vaixells de països neutrals en una zona de guerra.

## Història

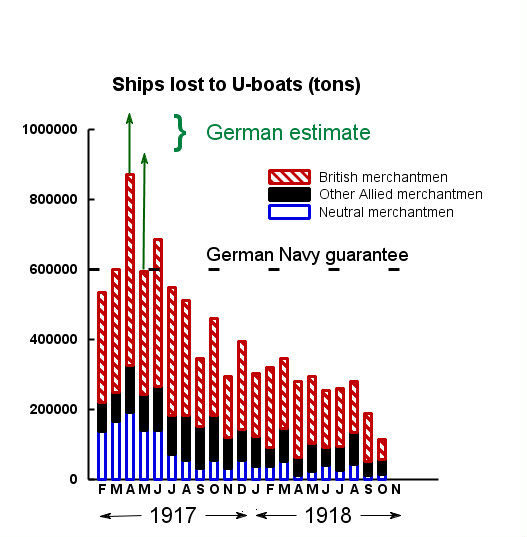
Tonatge de vaixells britànics i neutral enfonsat entre 1917 i 1918, on es mostra el fracàs de la guerra submarina a ultrança degut als combois

Durant la Primera Guerra Mundial es suposava que tots els participants s'adherien a les Convencions de la Haia de 1899 i 1907 i a la Declaració de Londres, però això es va demostrar impracticable pel que fa als submarins.
Els alemanys van començar el seu programa de construcció de submarins a principi de la guerra, al setembre de 1914, i amb pocs submarins van enfonsar diversos vaixells de guerra britànics. Aviat, Alemanya va tenir tres-cents submarins i va declarar que serien enfonsats tots els vaixells mercants que transportessin material i subministrament per als militars.
Inicialment els submarins alemanys van intentar complir amb el dret de captura però finalment van desfermar una guerra submarina a ultrança. El 7 de maig de 1915, el submarí alemany SM U-20, capitanejat per Walther Schwieger, va disparar un torpede contra el transatlàntic RMS Lusitania, el qual es va enfonsar ràpidament en 18 minuts, deixant 1.195 víctimes mortals. Aquest fet va fer que la pressió diplomàtica dels Estats Units d'Amèrica forcés als alemanys a detenir aquesta acció, que ho van fer al setembre de 1916.
Però l'escassetat d'aliments causada per l'embargament que patia Alemanya es va fer insuportable i, al 1r de febrer de 1917, Alemanya va declarar una guerra submarina a ultrança; aquesta idea va ser del comandant suprem Paul von Hindenburg, que va ordenar als submarins d'atacar sense previ avís a tots els vaixells enemics i neutrals, i va establir una zona de guerra que envoltava a les Illes Britàniques on van enfonsar a un 25% de les naus que van gosar penetrar-hi, fins que els combois van començar a comptar amb una escorta militar. Aquest fet va provocar que els Estats Units i Brasil entressin en la guerra junt amb els aliats.
La guerra submarina a ultrança va proporcionar un gran deficiència a la flota mercant aliada. L'ambaixador estatunidenc al Regne Unit, Walter Hines Page, va escriure a Washington:
Georges Clemenceau va escriure al president estatunidenc Woodrow Wilson:
Després de la guerra, els països van tractar de limitar, i fins i tot de suprimir, els submarins. En canvi, en el Tractat Naval de Londres de 1930 es va requerir als submarins de complir amb les regles del dret de captura. Aquestes normes no prohibien armar als vaixells mercants; en aquesta situació, o en una situació en la qual s'informés que els vaixells mercants haguessin tingut contactes amb instal·lacions militars enemigues, serien de facto considerats auxiliars de l'armada militar i, per tant, no estarien coberts pel dret de captura. Això va fer que les restriccions en els submarins fossin efectivament inútils. Les desavinences polítiques van aflorar entre els membres del govern d'Antoni Maura sobre quina posició prendre envers Alemanya, que havia torpedinat destruit un 20% del total de la flota i provocant un total de 100 morts, i al novembre de 1918 el govern va caure i la desil·lusió va tornar a inundar el país.

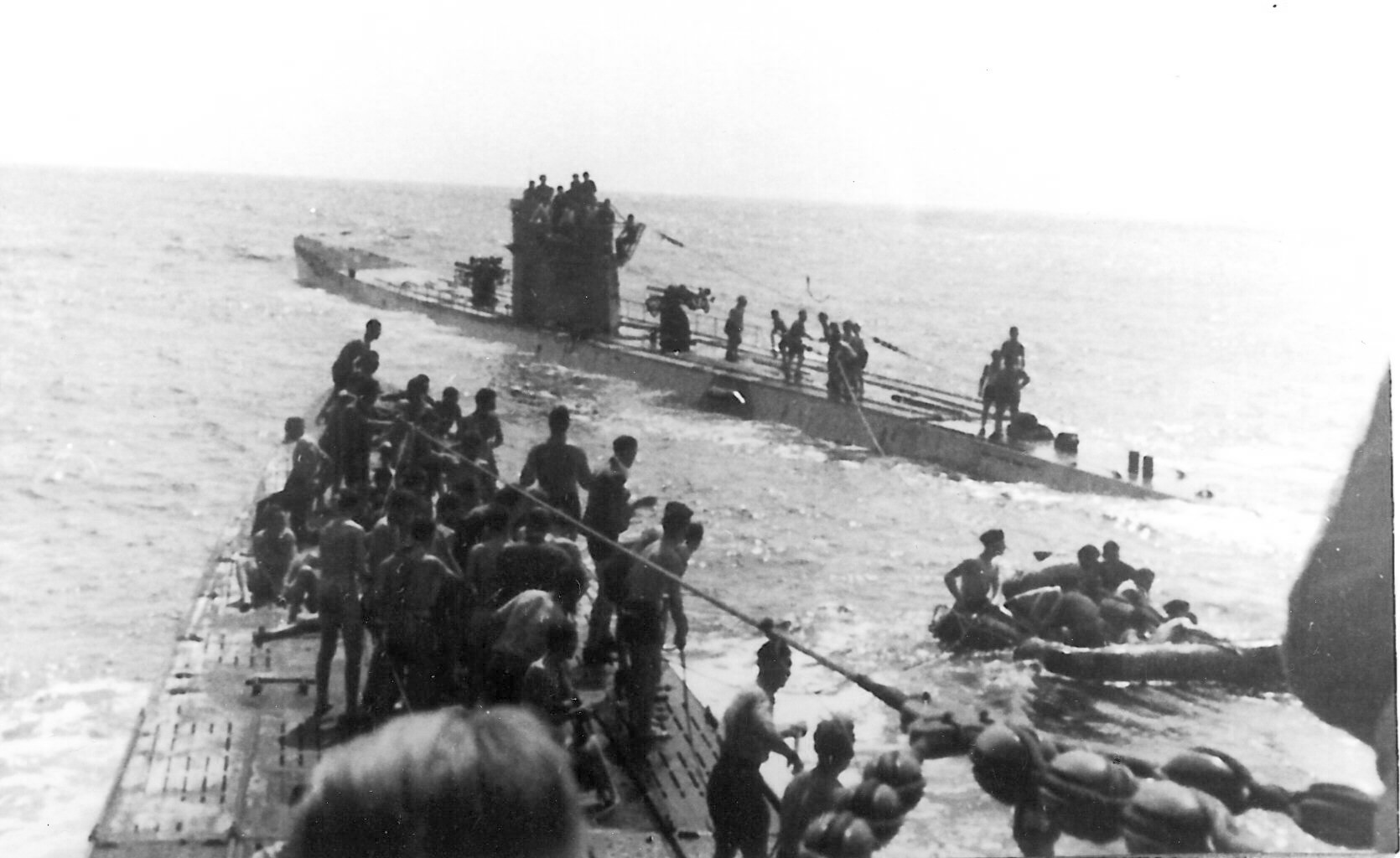
El submarí SM U-156 rescatant als naùfrags del RMS Laconia

Durant la Segona Guerra Mundial, la guerra submarina es va realitzar en ambdós costats. El 8 de maig de 1940, l'Almirallat Britànic va ordenar que fossin enfonsats tots els vaixells que passessin l'estret de Skagerrak.
Els submarins alemanys eren desplegats amb una gamma cada vegada més gran que els permetia atacar combois llunyans en l'oceà Atlàntic. En 1942, l'almirall Karl Dönitz va emetre l'ordre que no es podien ajudar els supervivents d'un vaixell torpedinat. La raó va ser l'incident Laconia en què diversos submarins alemanys van ser atacats per un avió estatunidenc mentre rescataven als supervivents del vaixell RMS Laconia, entre els que havien presoners de guerra italians, dones i nens. Durant el judici de postguerra al que va ser sotmès Dönitz a Nuremberg, l'almirall Chester Nimitz va enviar una declaració jurada donant suport a la pràctica de la guerra submarina a ultrança, pràctica que ell mateix havia fet servir al Pacífic contra l'Imperi Japonès. Es creu que aquesta prova és el motiu pel qual Dönitz només va ser sentenciat a 10 anys d'empresonament.

## Campanyes
Hi ha hagut quatre grans campanyes de guerra submarina a ultrança:
1. La campanya de submarins de la Primera Guerra Mundial: Lliurada intermitentment en la mar Mediterrània i en l'oceà Atlàntic per l'Imperi Alemany entre 1915 i 1918 contra l'Imperi Britànic i els seus aliats. Aquesta va ser el motiu de l'entrada dels Estats Units en la guerra en 1917, juntament amb el telegrama Zimmermann. També va ser un casus belli per a l'entrada de Brasil en la guerra a 1917.
2. La batalla de l'Atlàntic durant la Segona Guerra Mundial: Lliuradar entre el Tercer Reich i els Aliats entre 1939 i 1945, i entre Itàlia i els Aliats el 1940 i 1943.
3. La guerra naval al front oriental, durant la Segona Guerra Mundial: Lliurada entre el Tercer Reich i l'URSS, principalment a la mar Bàltica, entre 1941 i 1945, i sobretot a partir de 1942.
4. La Guerra del Pacífic durant la Segona Guerra Mundial: Lliurada pels Estats Units contra l'Imperi Japonès entre 1941 i 1945.

Els quatre casos van ser intents de bloqueig naval a països, especialment aquells que depenien en gran manera de la marina mercant per a abastir les seves indústries de guerra i alimentar les seves poblacions (com l'Imperi Britànic i l'Imperi Japonès), tot i que els països que van lliurar la guerra submarina a ultrança van ser incapaços d'instituir un típic bloqueig naval.